# Jarno Widar
Jarno Widar (født 13. november 2005 i Hasselt) er en cykelrytter fra Belgien, der er på kontrakt hos Lotto Development Team.